# Elaphognathia gladia
Elaphognathia gladia is een pissebed uit de familie Gnathiidae. De wetenschappelijke naam van de soort is voor het eerst geldig gepubliceerd in 2009 door Kensley, Schotte & Poore.